# Яна Клочкова
Яна Александровна Клочкова (на украински: Яна Олександрівна Клочкова; 7 август 1982 г., Симферопол, Украинска ССР) е украинска плувкиня, четирикратна олимпийска шампионка, най-титулуваният украински спортист в историята на Олимпийските игри. Участница в три летни олимпийски игри: 2000, 2004, 2008 (на последната не участва в плуванията, а носи флага на страната на церемониите).
Яна Клочкова поставя общо 50 украински рекорда в 25 и 50-метрови басейни на 100, 200 и 400 метра съчетано плуване; 200, 400 и 800 метра свободен стил; 100 и 200 метра гръб; 200 метра бътерфлай и щафетно плуване. На Олимпийските игри в Сидни тя поставя световен рекорд в съчетаното плуване на 400 метра и европейски рекорд за съчетано плуване на 200 метра.

## Биография
Родена е на 7 август 1982 г. в град Симферопол.
- Местожителство – Симферопол, след това Харков, след това Киев.
- Спортен клуб – „Динамо“, майор от Министерството на вътрешните работи на Украйна.
- От 1 август 2003 г. – член на спортен клуб ИСД.
- С плуването започва да се занимава на 7-годишна възраст, през 1989 г.

Треньори – Нина Кожух и Александър Кожух.

### Разделяне със спорта
През януари 2008 г. Клочкова обявява, че се оттегля от спорта.
На 24 март 2009 г. в олимпийския плувен басейн „Акварена“ в Харков, пред пълни трибуни, се състои официалното сбогуване на Яна Клочкова със спорта. Присъстват много длъжностни лица (кметът Михаил Добкин, вицегубернаторът Сергей Стороженко, ръководителят на Федерацията по плуване на Украйна Олег Демин, двукратният олимпийски шампион по волейбол Юрий Поярков и други). Клочкова, с прякор „златната рибка“ в Украйна, символично получава аквариум с жива златна рибка.
През 2011 г. Яна Клочкова оглавява киевския клон на Националния олимпийски комитет на Украйна, но през 2012 г., без да получи подкрепа за своите начинания от Изпълнителния комитет, тя напуска поста.

## Награди

### Медали
(без олимпийските игри)
- Сребърна медалистка от Европейското първенство за юноши през 1996 г. в Дания.
- Двукратна победителка на европейски първенства за юноши – през 1997 г. в Глазгоу и 1998 г. в Антверпен.
- Сребърна и бронзова медалистка от Европейското първенство през 1997 г. в Севиля.
- Сребърна медалистка от Световното първенство през 1998 г. в Пърт.
- Победителка в Световната купа сред жените в съчетаното плуване през 1998 и 1999 година.
- Световна шампионка в в Хонконг -1999 г.
- Двукратна победителка и бронзова медалистка от Европейското първенство през 1999 г. в Истанбул.
- Четирикратна победителка на Европейското първенство през 1999 г. в Лисабон в 25-метров басейн.
- Трикратна европейска шампионка през 2000 г. в Хелзинки.
- Двукратна европейска шампионка през 2000 г. във Валенсия.
- Двукратна шампионка и сребърна медалистка на Световното първенство през 2001 г. във Фукуока (Япония).
- Двукратна шампионка на Световната универсиада през 2001 г. в Пекин.

### Награди на Украйна
- Орден на княгиня Олга III степен (23 септември 1999 г.).[6]
- Почетна грамота на кабинета на министрите на Украйна (11 октомври 1999 г.).[7]
- Орден на княгиня Олга I степен (6 октомври 2000 г.).[8]
- Лауреат на наградата на кабинета на министрите на Украйна за приноса на младежта за формирането на държавата (25 юни 2001 г.).
- Орден за заслуги, III степен (30 януари 2002 г.).[9]
- Герой на Украйна (18 август 2004 г. – за изключителни спортни постижения на Олимпийските игри, проявена смелост, всеотдайност и воля за победа, повишаване на спортния авторитет на Украйна по света).[10]
- Почетна грамота на Кабинета на министрите на Украйна (16 септември 2004 г.).[11]
- Кръст на славата на Министерството на вътрешните работи.

### Почетни звания
- „Личност на 2000 г.“ в номинацията „Спортист на годината“.
- „Личност на 2003 г.“ в номинацията „Спортист на годината“.

## Семейство
- син Александър Клочков (роден 2010 г.)
- баща Александър Василиевич Клочков
- майка Елена Валентиновна Клочкова
- сестра Анна Александровна Клочкова (родена 1985 г.)

### Личен живот
Син Александър Александрович Клочков (роден на 21 юни 2010 г. ) от грузинския спортист и бизнесмен Леван Нодарович Ростошвили (роден 1983 г.)